# Cantone di Pouilly-en-Auxois
Il Cantone di Pouilly-en-Auxois era una divisione amministrativa dell'arrondissement di Beaune.
A seguito della riforma approvata con decreto del 18 febbraio 2014, che ha avuto attuazione dopo le elezioni dipartimentali del 2015, è stato soppresso.

## Composizione
Comprendeva i comuni di:
- Arconcey
- Bellenot-sous-Pouilly
- Beurey-Bauguay
- Blancey
- Bouhey
- Chailly-sur-Armançon
- Châteauneuf
- Châtellenot
- Chazilly
- Civry-en-Montagne
- Commarin
- Créancey
- Éguilly
- Essey
- Maconge
- Marcilly-Ogny
- Martrois
- Meilly-sur-Rouvres
- Mont-Saint-Jean
- Pouilly-en-Auxois
- Rouvres-sous-Meilly
- Sainte-Sabine
- Semarey
- Thoisy-le-Désert
- Vandenesse-en-Auxois